# Stryhantsi (Naráyiv)
Stryhantsi (ucraniano: Стрига́нці) es un pueblo de Ucrania, perteneciente al municipio rural de Naráyiv, en el raión de Ternópil de la óblast de Ternópil.
En 2001, el pueblo tenía una población de 502 habitantes.
Se ubica en la periferia oriental de Rekshyn, a orillas del río Zolota Lipa.

## Historia
Antes de la formación del actual municipio de Naráyiv en 2019, el pueblo era una pedanía del consejo rural de Rekshyn, en el raión de Berezhany.